# Die Todesreiter von Darfur
Die Todesreiter von Darfur (USA 2007) von Ricki Stern und Anne Sundberg ist der deutsche Titel des amerikanischen Dokumentarfilms The Devil Came On Horseback. Der Film informiert über den noch anhaltenden Darfur-Konflikt im Sudan. Er basiert auf dem gleichnamigen Buch des ehemaligen U.S.-Marine-Captains Brian Steidle und dessen Erfahrungen als unbewaffneter Militärbeobachter in Darfur für die Afrikanische Union. Die Filmpremiere war Mitte 2007. Der Dokumentarfilm ist eine Break-Thru-Films-Produktion in Zusammenarbeit mit Global Grassroots und Three Generations.
Der Kinostart in Deutschland war am 28. August 2008.

## Kritik
„Ein nachdrückliches Dokument menschlicher Grausamkeit, aber auch des Versagens der Staatengemeinschaft.“